# Белое (Пошехонский район)
Белое — село в Пошехонском районе Ярославской области России. 
В рамках организации местного самоуправления является центром Белосельского сельского поселения, в рамках административно-территориального устройства — центром Белосельского сельского округа.

## География
Село расположено в северо-западной части области на расстоянии примерно в 21 километре по прямой к юго-востоку от районного центра Пошехонья.
Улицы — Даниловская, Пошехонская, Тутаевская, Федоровская. Переулок — Лесной.

## История
Каменная церковь Обновления храма Воскресения Христова построена в 1759 году на средства прихожан, летняя и зимняя в одном здании. Престолов в ней было три: в холодной - Обновления храма Воскресения Христова, в теплой - во имя первоверховных апостолов Петра и Павла и во имя св. и чуд. Николая Мирликийского. 
В конце XIX — начале XX века село входило в состав Займищевской волости Пошехонского уезда Ярославской губернии.
С 1929 года село являлось центром Белосельского сельсовета Пошехонского района, в 1941 — 1959 годах — в составе Арефинского района, с 2005 года — центр Белосельского сельского поселения.

## Население
| 1859 | 2002 | 2007 | 2010 |
| ---- | ---- | ---- | ---- |
| 117  | ↗257 | ↗359 | ↗373 |

Национальный состав
Согласно результатам переписи 2002 года, в национальной структуре населения русские составляли 99 % из 257 чел..

## Инфраструктура
В селе имеются Белосельская средняя школа (новое здание построено в 1984 году), фельдшерско-акушерский пункт (филиал Пошехонской центральной районной больницы), отделение почтовой связи №152871 (обслуживает 168 домов), пекарня, продуктовый магазин, сельская администрация, стоматология, отделение почтовой связи №152781, дом культуры, аптека.

## Достопримечательности
В селе расположена недействующая Церковь Воскресения Словущего (1759).

## Памятники
- Погибшим жителям села Белое ВОВ.

## Общественный транспорт
Белое обслуживается пригородными автобусными маршрутами №№ 108 Пошехонье — Гужово, 121 Пошехонье — Тайбузино, междугородними маршрутами №№ 530 Ярославль — Пошехонье (через ЯОКБ), 530К Ярославль — Пошехонье, 537 Ярославль — Пошехонье.

## Улицы
Улицы: Пошехонская, Тутаевская, Даниловская, Фёдоровская.
Переулки: Лесной.